# الحي اليهودي (الشتات)

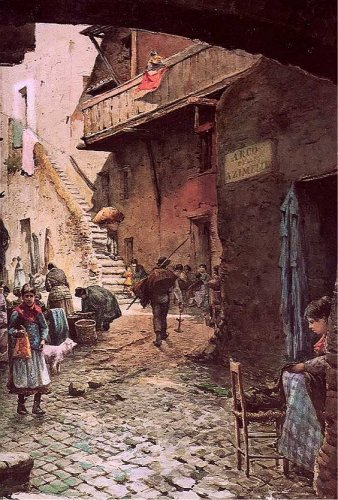
لوحة مائية 1880 من الغيتو الروماني التي رسمها إيتوري روسلر فرانز.

يهود الشتات، تطلق على الحي اليهودي وهي مساحة في المدينة تقليديا يسكنها اليهود. الأحياء اليهودية، مثل أحياء اليهود في أوروبا، وكان في كثير من الأحيان الامتداد من فصل أو عزل وتقوقع الغيتووات المنعزلة التي أنشأتها السلطات المسيحية المحيطة بها.مصطلح اليديشية يشير إلى الحي اليهودي أو حي «دي الغاز اليديشي» ((باليديشية: די ייִדדישע גאַס)‏), «. الحي اليهودي»، أو  بينما في ادينو، كما هي معروفة maalé yahudí، وهذا يعني «الحي اليهودي». كثير من مدن أوروبا والشرق الأوسط كانت تضم فقط ولو مرة واحدة في تاريخها على حارة لليهود وبعضها لا يزال موجودا.
وجود الأحياء اليهودية في أوروبا قصد به عدد من الأسباب. في بعض الحالات، ترغب السلطات المسيحية القيام بالفصل بين اليهود والسكان المسيحيين حتى أن المسيحيين لن يتم «اختلاطهم» بهم أو حتى للضغط النفسي على اليهود أو لإجبارهم على اعتناق المسيحية. من وجهة النظر اليهودية، تركيز اليهود داخل مناطق محدودة تقدم مستوى من الحماية من التأثيرات الخارجية أو عنف الغوغاء. في كثير من الحالات، كان السكان داخل تلك المناطق لديهم النظام القضائي الخاص بهم. عندما عينت السلطات السياسية هذه المناطق حيث كان مطلوبا من قبل اليهود قانوتا للعيش، وأطلق على هذه المناطق عادة اسم غيتو، وعادة ما إقترنت مع العديد من الإعاقات والإهانات الأخرى. وتألفت المناطق المختارة عادة من أكثر المناطق غير المرغوب فيها للمدينة. في القرن التاسع عشر ألغيت تدريجيا، أحياء اليهود، وجدرانها هدمت باستمرار، على الرغم من ذلك بعض مجالات التركيز اليهود استمرت وتستمر في الوجود. في بعض المدن الأحياء اليهودية تشير إلى المناطق التي كانت تركيزات اليهود توجد تاريخيا. على سبيل المثال، العديد من خرائط المدن الإسبانية تسجل «الحي اليهودي»، على الرغم من أن أسبانيا لم يكن عدد السكان اليهود كبير طيلة أكثر من 500 عاما.
ومع ذلك، في سياق الحرب العالمية الثانية، ألمانيا النازية إعادت تأسيس أحياء اليهود في أوروبا إبان الاحتلال النازي (وهو ما يسمى الأحياء اليهودية) لغرض الفصل والاضطهاد والإرهاب، واستغلال اليهود، معظمها في أوروبا الشرقية. وفقا لأرشيف USHMM، «إن الألمان قد إنشأو 1000 حيا على الأقل في بولندا الألمانية المحتلة التي جرى ضمها والاتحاد السوفيتي وحده.» 

## أوروبا
.

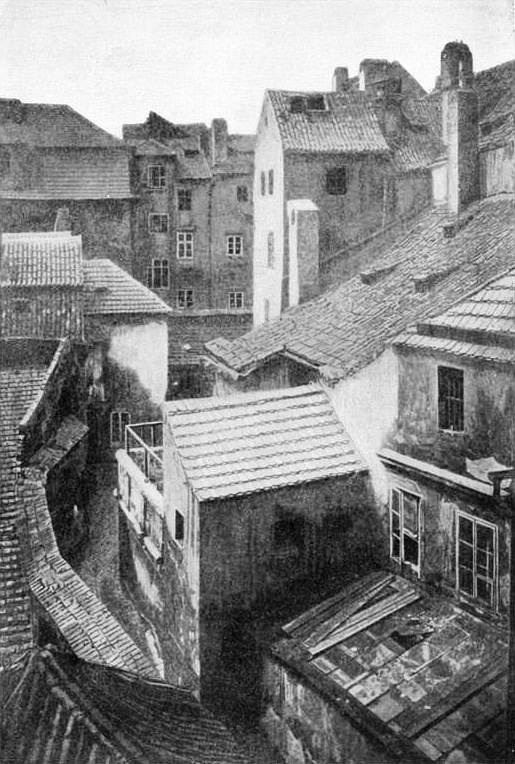
الحي اليهودي أيضا بالألمانية: جوزيفستادت من براغ، والذي تم هدمه ما بين 1893 و1913.

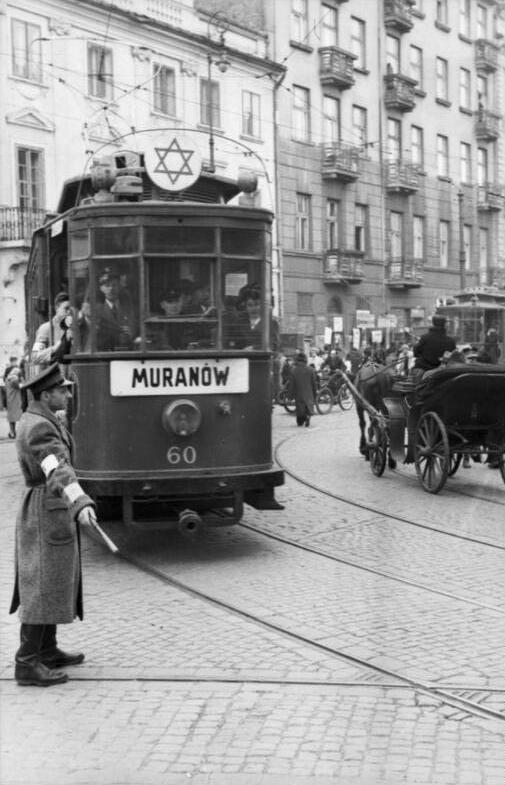
غيتو وارسو مايو 1941.

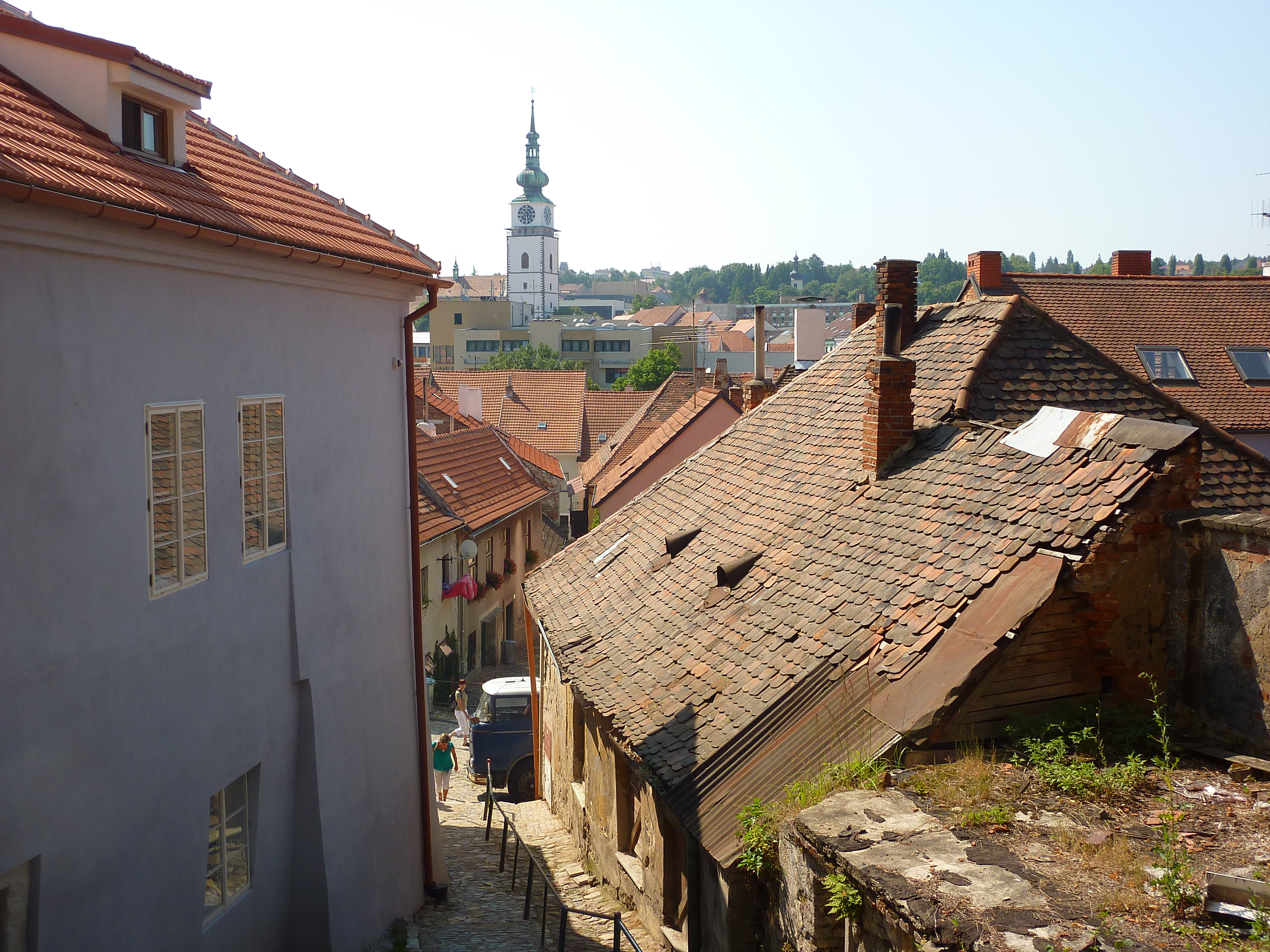
الحي اليهودي الجزء في منطقة مورافيا VYSOCINA من جمهورية التشيك..

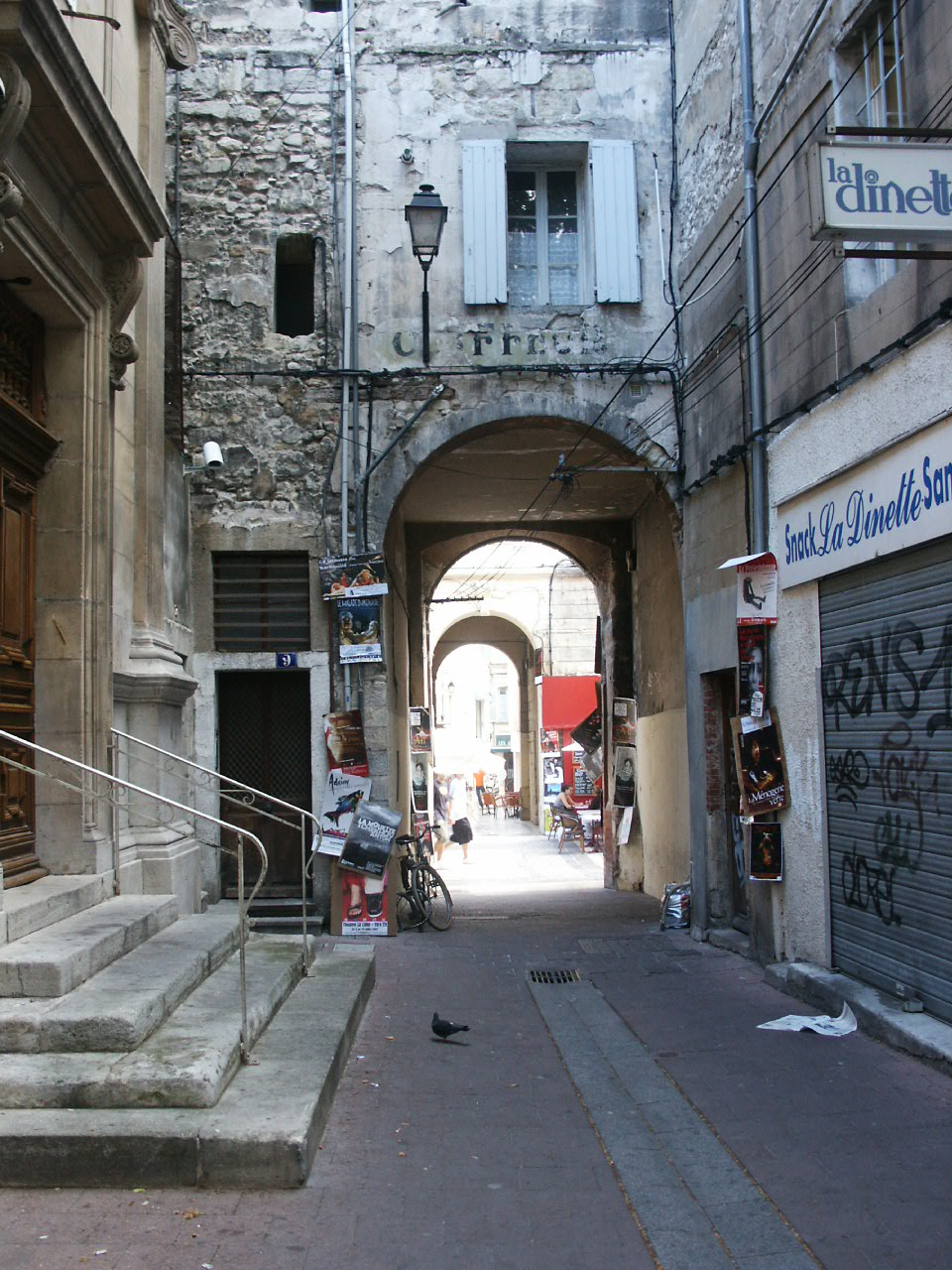
المدخل، الذي يطلق عليه"بورت دو لا كالاندر"، وهو الحي اليهودي في أفينيون، فرنسا.

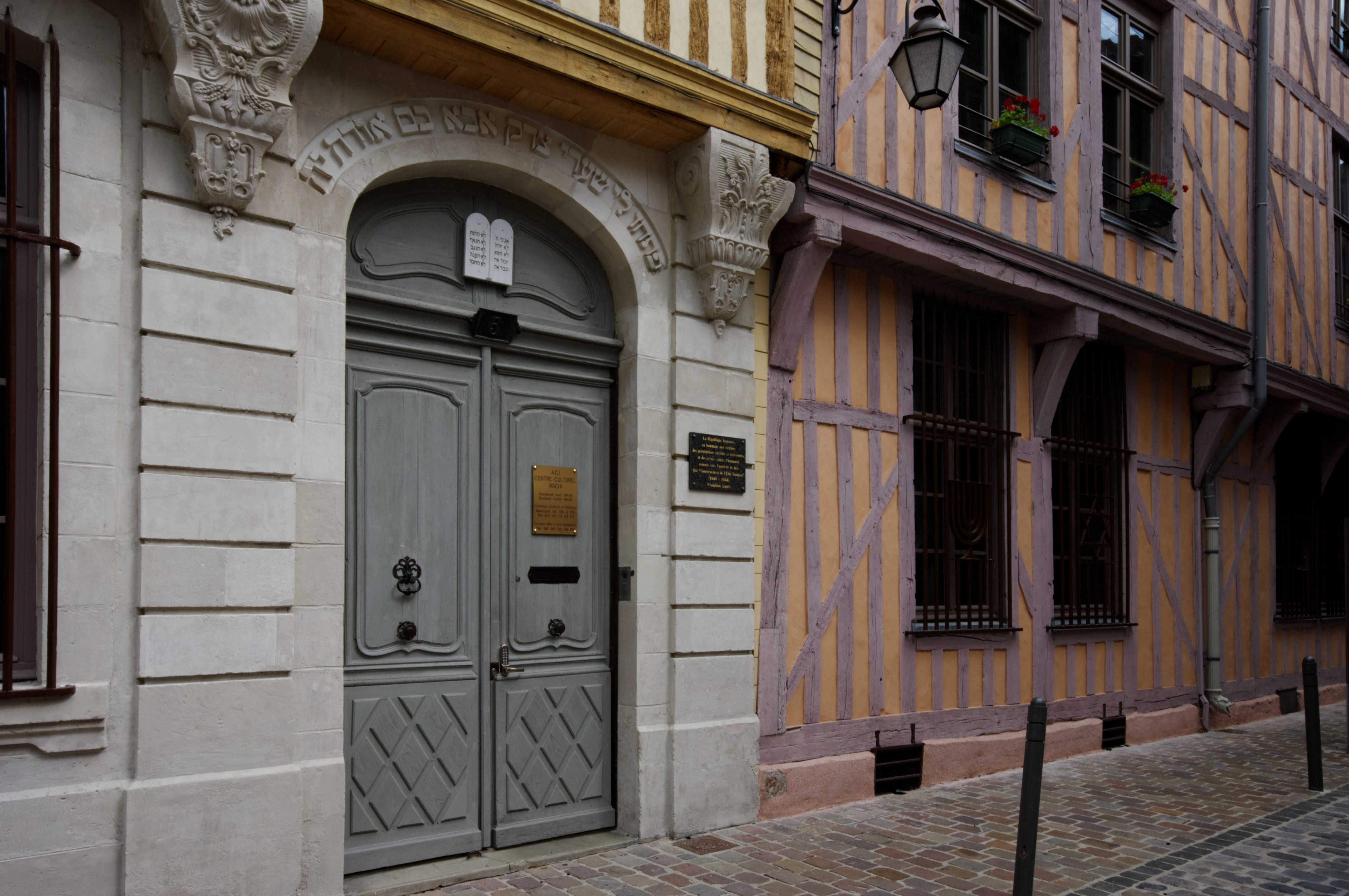
كنيس يهودي في الحي اليهودي في تروا، فرنسا.

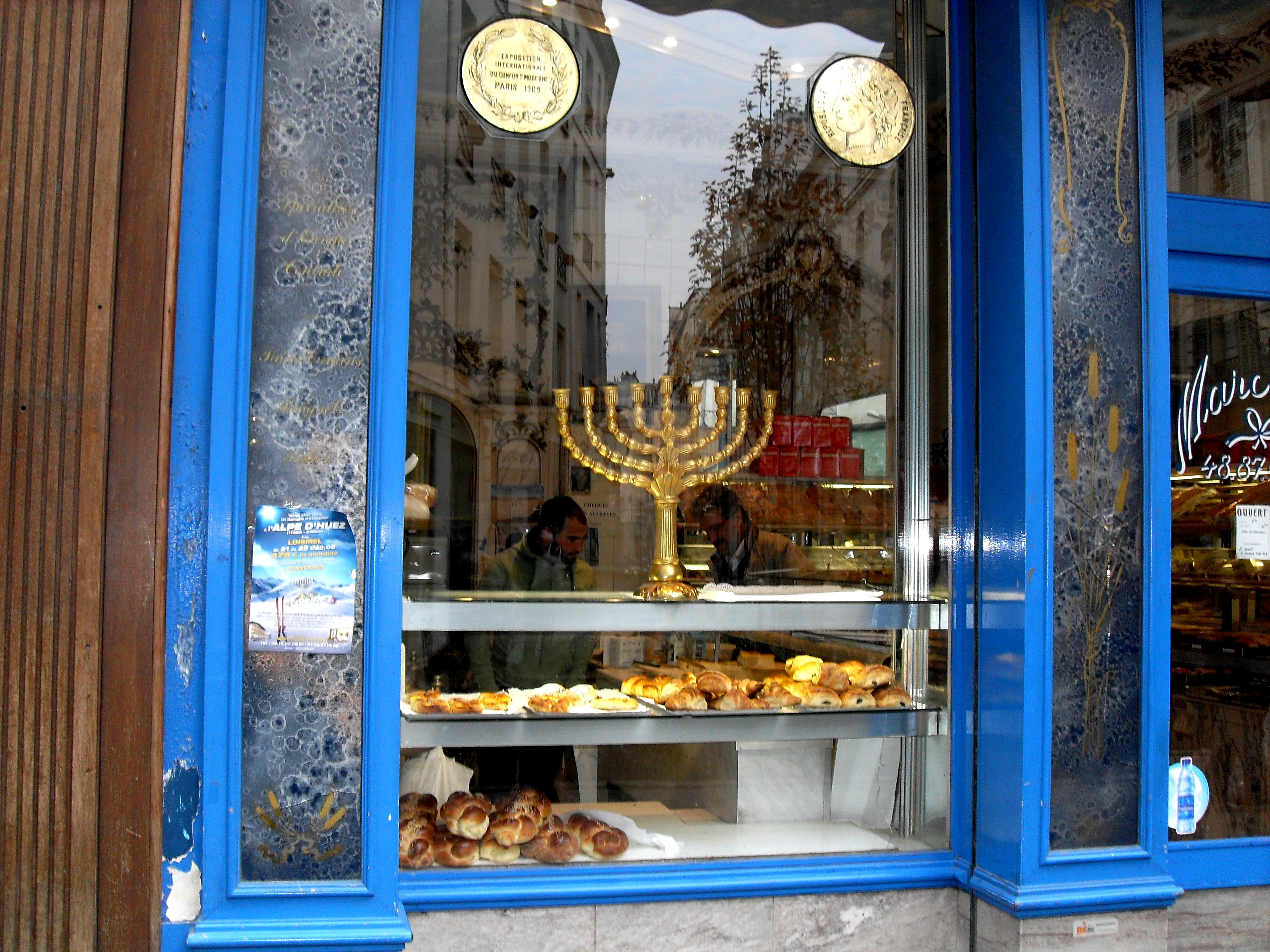
مخبز اليهود في الحي اليهودي في باريس.

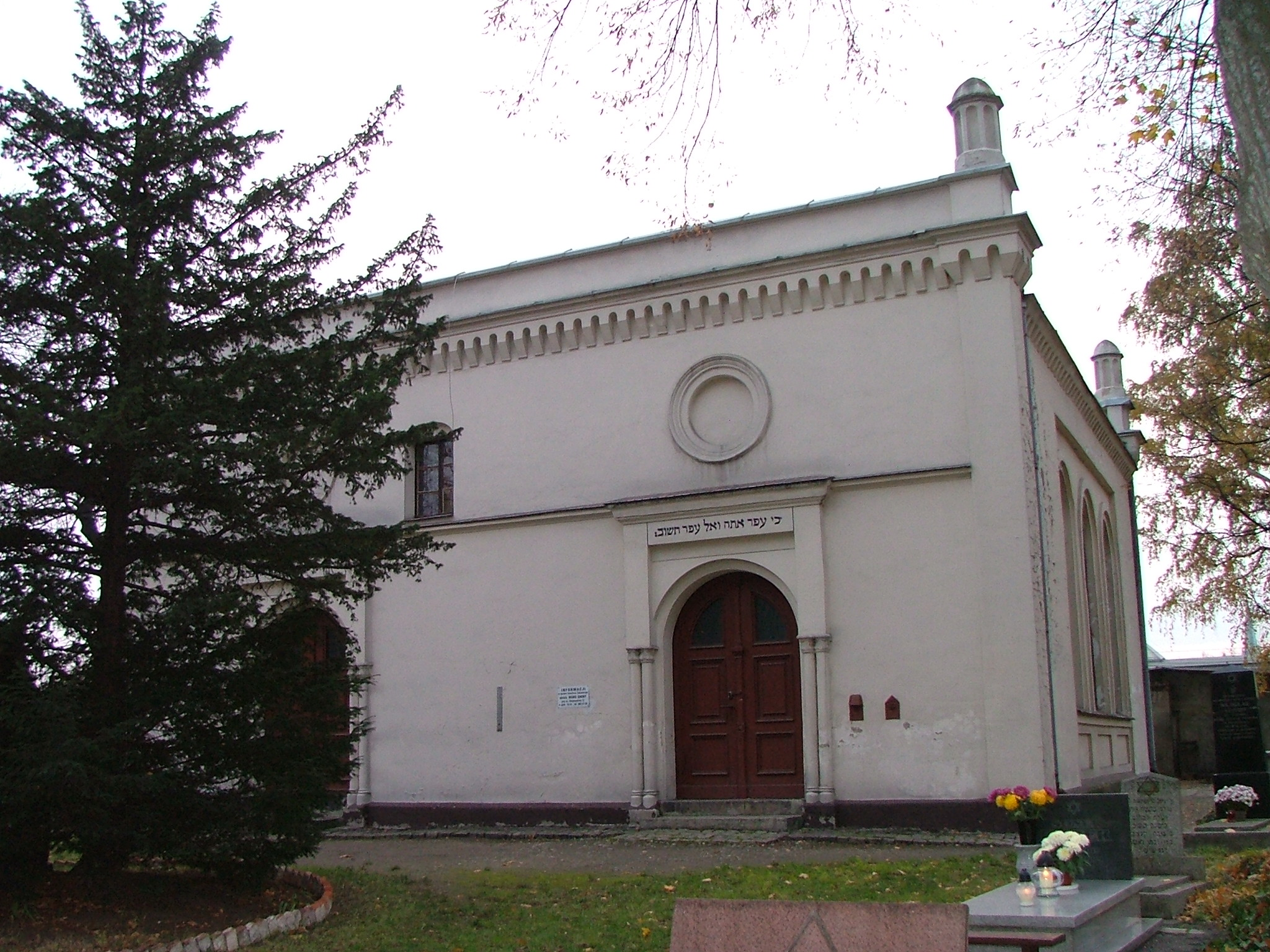
مقبرة يهودية من يجنيكا، بولندا.

الأحياء اليهودية في أوروبا المحتلة من قبل النازيين
؛ النمسا
- فيينا - يبولدشتات

؛ روسيا البيضاء
- د.ز ديزيتلافا - Zhetel الغيتو

؛ بلجيكا
- أنتويرب - Joods أنتويرب (35000 اليهود قبل عام 1940، 15,000 في الوقت الحاضر)

؛ الجمهورية التشيكية
- براغ - يوسفوف

؛ فرنسا
- بوردو - سان سيورين
- دراجوينا -

```
La Juiverie de Draguignan
 (
fr
)
```

- ليون - لا Juiverie دي Fourviere لو لا Guillotière
- مرسيليا - لا كاريير دي والفرنسيين ومونت جويف أو مونتجستيو
- باريس - في Pletzl وPletzl (פלעצל «مكان صغير» باللغة اليديشية) في الحي اليهودي في الدائرة الرابعة في باريس، فرنسا. في مكان سانت بول والمنطقة المحيطة بها، بشكل غير رسمي، يدعى Pletzl عندما أصبح الحي اليهودي في الغالب بسبب تدفق المهاجرين في نهاية القرن التاسع عشر وبداية القرن العشرين. في لو ماريه منطقة
- ليه Josiols هو الحي اليهودي سابقا يقع شمال ميرابيل-AUX-باروني

ألمانيا
- فرانكفورت
- لايبزيغ (برول)
- شباير
- فورمس- المانيا

؛ اليونان
- رودس - لا جوديريا

؛ المجر
- بودابست - إرزيبيتفاروس بمدينة

؛ إيطاليا
- كاتانيا - Judeca Suprana، Judeca Suttana وبيانو دي Giacobbe
- إنا - Iudeca (جيوديككا)
- ميسينا - Tirone وParaporto
- نابولي - جيوديككا
- بادوفا - Paduan غيتو
- باليرمو - Meschita وGuzzetta
- ريجيو كالابريا - لا Judeca (جيوديككا)
- روما - غيتو الرومانية
- سيراكيوز - لا Jureca (جيوديككا)
- البندقية — Venetian Ghetto

؛ هولندا
- أمستردام - Jodenbreestraat (حتى الحرب العالمية الثانية)
- أمستردام - Buitenveldert (المعاصرة)

بولندا
- كركو - كازيميرز
- وارسو - غيتو وارسو

؛ البرتغال
- بلمونت - الحي اليهودي
- كاستيلو دي فيدي - الحي اليهودي
- لشبونة - ألفاما الحي اليهودي
- بورتو - الحي اليهودي وبايرو دي مونشيك

؛ رومانيا
- بوخارست - Văcăreşti / ديوديستى

؛ إسبانيا
- أفيلا - الحي اليهودي التاريخي ديوديستى
- برشلونة — [3]
- بيلبويج -
- بيسالو -
- كاسيريس - الحي اليهودي التاريخي
- كالاهورا - الحي اليهودي التاريخي
- قرطبة - الحي اليهودي التاريخي
- استيلا Lizarra - الحي اليهودي التاريخي
- جيرونا - اتصل Jueu دي جيرونا
- هيرفاس -الحي اليهودي التاريخي
- جيان - الحي اليهودي التاريخي
- ليون - الحي اليهودي التاريخي
- مونفورت دي ليموس - الحي اليهودي التاريخي
- أوفييدو - الحي اليهودي التاريخي
- بالما دي مايوركا
- بلاسنثيا - الحي اليهودي التاريخي
- ريبادافيا - الحي اليهودي التاريخي
- سيغوفيا - ميرطولا
- اشبيلية - الحي اليهودي التاريخي
- تارازونا - ميرطولا
- توليدو - ميرطولا
- طرطوشة
- توديلا - الحي اليهودي التاريخي
- بلد الوليد - ميرطولا

؛ تركيا
- اسطنبول الأوروبي - بلاط
- إزمير - كراتاس

؛ المملكة المتحدة
- مدينة لندن - يهود قديم
- وينشستر - شارع اليهود